# Experimento de interferencia de Young
El experimento de interferencia de Young, también llamado experimento de la doble rendija de Young, fue la versión original del moderno experimento de la doble rendija, realizado a principios del siglo XIX por Thomas Young. Este experimento desempeñó un papel importante en la aceptación general de la teoría ondulatoria de la luz. A juicio del propio Young, éste fue el más importante de sus muchos logros.

## Teorías sobre la propagación de la luz en los siglosXVIIyXVIII
Durante este período, muchos científicos propusieron una teoría ondulatoria de la luz basada en observaciones experimentales, entre ellos Robert Hooke, Christiaan Huygens y Leonhard Euler.  Sin embargo, Isaac Newton, que realizó muchas investigaciones experimentales sobre la luz, había rechazado la teoría ondulatoria de la luz y desarrolló su teoría corpuscular de la luz, según la cual la luz es emitida por un cuerpo luminoso en forma de pequeñas partículas. Esta teoría se mantuvo hasta principios del siglo XIX, a pesar de que muchos fenómenos, como los efectos de difracción en los bordes o en las aberturas estrechas, los colores en las películas finas y en las alas de los insectos, y el aparente fracaso de las partículas de luz para chocar entre sí cuando se cruzan dos haces de luz, no podían ser explicados adecuadamente por la teoría corpuscular que, sin embargo, tenía muchos partidarios eminentes, como Pierre-Simon Laplace y Jean-Baptiste Biot.

## El trabajo de Young sobre la teoría de las ondas

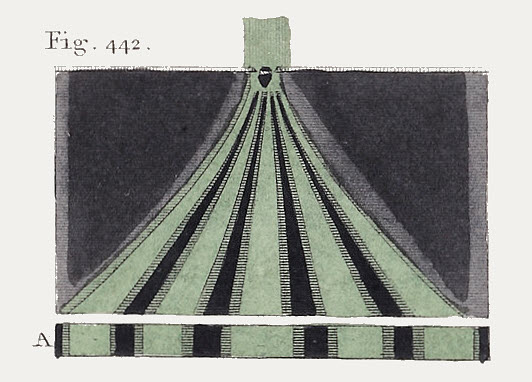
De un libro publicado en 1807 que relata las conferencias dadas por Young en 1802 a la Royal Institution de Londres

Mientras estudiaba medicina en Göttingen en la década de 1790, Young escribió una tesis sobre las propiedades físicas y matemáticas del sonido y en 1800 presentó un trabajo a la Royal Society (escrito en 1799) en el que sostenía que la luz era también un movimiento ondulatorio.  Su idea fue recibida con cierto escepticismo porque contradecía la teoría corpuscular de Newton.
No obstante, siguió desarrollando sus ideas. Creía que un modelo ondulatorio podía explicar mucho mejor muchos aspectos de la propagación de la luz que el modelo corpuscular:

Una clase muy extensa de fenómenos nos lleva aún más directamente a la misma conclusión; consisten principalmente en la producción de colores por medio de placas transparentes, y por difracción o inflexión, ninguno de los cuales ha sido explicado sobre la suposición de la emanación, de una manera suficientemente minuciosa o comprensiva para satisfacer al más cándido de los defensores del sistema de proyectiles; mientras que, por otra parte, todos ellos pueden ser comprendidos de inmediato, a partir del efecto de la interferencia de luces dobles, de una manera casi similar a la que constituye en el sonido la sensación de un golpe, cuando dos cuerdas que forman un unísono imperfecto, se oyen vibrar juntas.

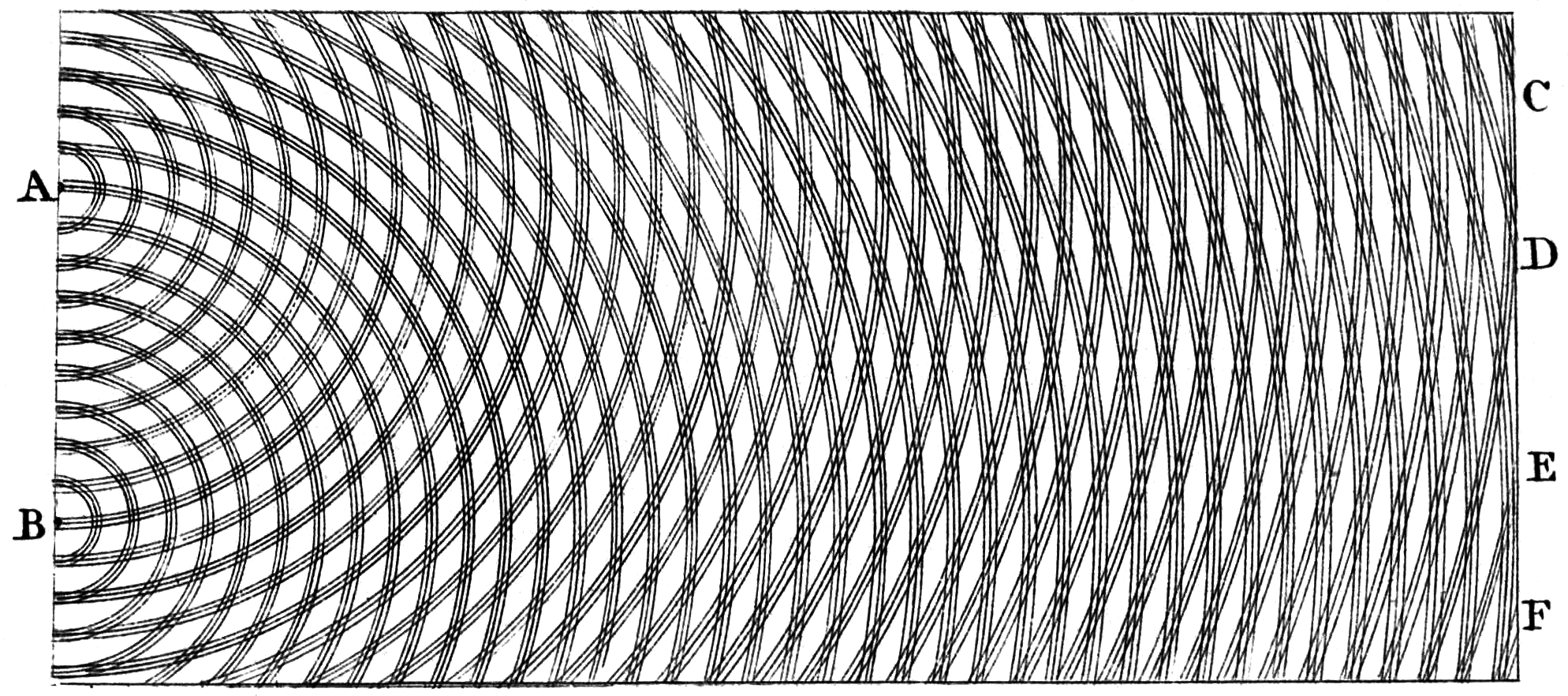
Esbozo de Thomas Young sobre la interferencia basado en las observaciones de las ondas de agua

En 1801, Young presentó un famoso trabajo a la Royal Society titulado "Sobre la teoría de la luz y los colores" que describe diversos fenómenos de interferencia. En 1803, describió su famoso experimento de interferencia. A diferencia del moderno experimento de la doble rendija, el experimento de Young refleja la luz del sol (usando un espejo de dirección) a través de un pequeño agujero, y divide el delgado rayo por la mitad usando una tarjeta de papel. También menciona la posibilidad de hacer pasar la luz por dos rendijas en su descripción del experimento:

Suponiendo que la luz de un color determinado esté constituida por ondulaciones de una amplitud determinada o de una frecuencia determinada, se deduce que estas ondulaciones deben estar sujetas a los efectos que ya hemos examinado en el caso de las ondas del agua y de los impulsos del sonido. Se ha demostrado que dos series de ondas iguales, procedentes de centros cercanos, pueden destruirse mutuamente en ciertos puntos, y en otros puntos redoblar sus efectos; y el latido de dos sonidos se ha explicado a partir de una interferencia similar. Ahora vamos a aplicar los mismos principios a la unión y extinción alternas de los colores.

Ilustración moderna del experimento de la doble rendija

Para que los efectos de dos porciones de luz puedan combinarse de este modo, es necesario que procedan del mismo origen y que lleguen al mismo punto por caminos diferentes, en direcciones que no se desvíen mucho entre sí. Esta desviación puede producirse en una o en ambas porciones por difracción, por reflexión, por refracción, o por cualquiera de estos efectos combinados; pero el caso más sencillo parece ser, cuando un haz de luz homogéneo cae sobre una pantalla en la que hay dos agujeros o rendijas muy pequeñas, que pueden considerarse como centros de divergencia, desde donde la luz se difracta en todas las direcciones. En este caso, cuando los dos haces recién formados se reciben en una superficie colocada de manera que los intercepte, su luz se divide por medio de franjas oscuras en porciones casi iguales, pero que se hacen más anchas a medida que la superficie se aleja de las aberturas, de manera que subtienden ángulos muy casi iguales desde las aberturas a todas las distancias, y más anchas también en la misma proporción a medida que las aberturas se acercan entre sí. El centro de las dos porciones es siempre claro, y las franjas brillantes de cada lado están a tales distancias, que la luz que llega a ellas desde una de las aberturas, debe haber atravesado un espacio más largo que el que llega desde la otra, por un intervalo que es igual a la anchura de una, dos, tres o más de las supuestas ondulaciones, mientras que los espacios oscuros intermedios corresponden a una diferencia de media ondulación supuesta, de una y media, de dos y media, o más.

De la comparación de varios experimentos se desprende que la anchura de las ondulaciones que constituyen la luz roja extrema debe ser, en el aire, de una 36 milésima de pulgada, y las del violeta extremo de una 60 milésima; la media de todo el espectro, con respecto a la intensidad de la luz, es de una 45 milésima. De estas dimensiones se deduce, calculando sobre la velocidad conocida de la luz, que casi 500 millones de millones de las más lentas de estas ondulaciones deben entrar en el ojo en un solo segundo. La combinación de dos porciones de luz blanca o mixta, cuando se ve a gran distancia, exhibe unas pocas rayas blancas y negras, correspondientes a este intervalo: aunque, en una inspección más cercana, los efectos distintos de un número infinito de rayas de diferentes anchuras parecen estar compuestos juntos, de manera que producen una hermosa diversidad de tintes, pasando por grados entre sí. La blancura central se transforma primero en un color amarillento, y luego en un color leonado, seguido por el carmesí, y por el violeta y el azul, que juntos aparecen, cuando se ven a distancia, como una franja oscura; después de esto aparece una luz verde, y el espacio oscuro más allá de ella tiene un tono carmesí; Las luces siguientes son todas más o menos verdes, los espacios oscuros púrpuras y rojizos; y la luz roja parece predominar tanto en todos estos efectos, que las franjas rojas o púrpuras ocupan casi el mismo lugar en las franjas mezcladas que si su luz se recibiera por separado.

Geometría de las franjas de campo lejano

La figura muestra la geometría para un plano de visión de campo lejano. Se observa que las trayectorias relativas de la luz que viaja desde las dos fuentes puntuales hasta un punto determinado del plano de visión varían con el ángulo θ, por lo que sus fases relativas también varían.  Cuando la diferencia de trayectoria es igual a un número entero de longitudes de onda, las dos ondas se suman para dar un máximo de luminosidad, mientras que cuando la diferencia de trayectoria es igual a media longitud de onda, o a una y media, etc., entonces las dos ondas se cancelan y la intensidad es mínima.
La separación lineal (distancia) - {\displaystyle \Delta y} entre franjas (líneas de máximo brillo) en la pantalla viene dada por la ecuación :
{\displaystyle \Delta y=L\lambda /d}
donde {\displaystyle L} es la distancia entre la rendija y la pantalla, {\displaystyle \lambda } es la longitud de onda de la luz y {\displaystyle d} es la separación de las rendijas como se muestra en la figura.
El espacio angular de las franjas, θf,  viene dada por
{\displaystyle \theta _{f}\approx \lambda /d}
donde θf <<1, y λ es la longitud de onda de la luz. Se puede observar que el espaciado de las franjas depende de la longitud de onda, de la separación de los agujeros y de la distancia entre las rendijas y el plano de observación, como señaló Young.
Esta expresión se aplica cuando la fuente de luz tiene una sola longitud de onda, mientras que Young utilizaba la luz solar y, por lo tanto, observaba las franjas de luz blanca que describe más arriba. Se puede considerar que un patrón de franjas de luz blanca está formado por un conjunto de patrones de franjas individuales de diferentes colores. Todos ellos tienen un valor máximo en el centro, pero su espaciado varía con la longitud de onda, y los patrones superpuestos variarán en color, ya que sus máximos se producirán en diferentes lugares. Normalmente sólo se observan dos o tres franjas. Young utilizó esta fórmula para estimar la longitud de onda de la luz violeta en 400 nm y la de la luz roja en el doble, resultados con los que hoy estamos de acuerdo.
En los años 1803-1804, aparecieron en la Edinburgh Review una serie de ataques sin firma contra las teorías de Young. El autor anónimo (que más tarde resultó ser Henry Brougham, uno de los fundadores de la Edinburgh Review) consiguió minar la credibilidad de Young entre el público lector hasta el punto de que un editor que se había comprometido a publicar las conferencias de Young en la Royal Institution se echó atrás. Este incidente hizo que Young se centrara más en su práctica médica y menos en la física.

## Aceptación de la teoría ondulatoria de la luz
En 1817, los teóricos corpusculares de la Academia Francesa de Ciencias, entre los que se encontraba Siméon Denis Poisson, estaban tan seguros de ello que fijaron como tema del premio del año siguiente la difracción, estando seguros de que lo ganaría un teórico de las partículas. Augustin-Jean Fresnel presentó una tesis basada en la teoría ondulatoria y cuya sustancia consistía en una síntesis del principio de Huygens y el principio de Young de interferencia.
Poisson estudió en detalle la teoría de Fresnel y, por supuesto, buscó la forma de demostrar que era errónea, ya que era partidario de la teoría de la luz de las partículas. Poisson pensó que había encontrado un fallo cuando argumentó que una consecuencia de la teoría de Fresnel era que existiría un punto brillante en el eje en la sombra de un obstáculo circular que bloqueara una fuente puntual de luz, donde debería haber oscuridad total según la teoría de la luz de las partículas. La teoría de Fresnel no podía ser cierta, declaró Poisson: seguramente este resultado era absurdo. (La mancha de Poisson no se observa fácilmente en situaciones cotidianas, porque la mayoría de las fuentes de luz cotidianas no son buenas fuentes puntuales. De hecho, es fácilmente visible en la imagen telescópica desenfocada de una estrella moderadamente brillante, donde aparece como un punto central brillante dentro de un conjunto concéntrico de anillos de difracción).
Sin embargo, el jefe del comité, Dominique-François-Jean Arago pensó que era necesario realizar el experimento con más detalle. Moldeó un disco metálico de 2 mm en una placa de vidrio con cera. Para sorpresa de todos, consiguió observar el punto previsto, lo que convenció a la mayoría de los científicos de la naturaleza ondulatoria de la luz. Al final, Fresnel ganó el concurso.
Después de esto, la teoría corpuscular de la luz fue derrotada, y no se volvió a oír hablar de ella hasta el siglo XX. Más tarde, Arago observó que el fenómeno (que a veces se llama la mancha de Arago) ya había sido
observado por Joseph-Nicolas Delisle y Giacomo F. Maraldi un siglo antes.

## Experimento con una fuente de luz puntual
Sea {\displaystyle S} una fuente de luz puntual colocada delante de una pantalla con dos rendijas paralelas {\displaystyle S_{1}} y {\displaystyle S_{2}}, а — la distancia entre las ranuras, y D — la distancia entre las ranuras y la pantalla de proyección.
El punto {\displaystyle M} en la pantalla se caracteriza por una coordenada {\displaystyle x} - la distancia entre {\displaystyle M} y proyección ortogonal {\displaystyle S} en la pantalla.
Tomemos dos haces de {\displaystyle S_{1}} y {\displaystyle S_{2}}. Suponiendo que el experimento se realiza en un medio homogéneo, sustituya la diferencia de trayectoria óptica por la diferencia de trayectoria geométrica:
donde {\displaystyle \delta } — la diferencia de caminos geométricos.
De los triángulos rectángulos:
{\displaystyle S_{1}M^{2}=D^{2}+(x-a/2)^{2}}
{\displaystyle S_{2}M^{2}=D^{2}+(x+a/2)^{2}}
Entonces:
{\displaystyle S_{1}M^{2}-S_{2}M^{2}=(S_{1}M-S_{2}M)(S_{1}M+S_{2}M)=\delta (S_{1}M+S_{2}M)}
y 
{\displaystyle \delta ={S_{1}M^{2}-S_{2}M^{2} \over S_{1}M+S_{2}M}={[D^{2}+(x-a/2)^{2}]-[D^{2}+(x+a/2)^{2}] \over S_{1}M+S_{2}M}={(x-a/2)^{2}-(x+a/2)^{2} \over S_{1}M+S_{2}M}}
Luego
{\displaystyle \delta ={x^{2}-ax+a^{2}/4-x^{2}-ax-a^{2}/4 \over S_{1}M+S_{2}M}={-2ax \over S_{1}M+S_{2}M}}
Para describir el patrón de interferencia, sólo es importante el valor absoluto de la diferencia de trazos, por lo que se puede omitir el signo menos.
Si a<<D y x<<D, entonces {\displaystyle S_{1}M+S_{2}M\approx 2D} y
donde {\displaystyle \phi } — el ángulo en el que un punto determinado es "visible" desde las ranuras.
Las bandas brillantes -máximos de interferencia- aparecen cuando la diferencia de recorrido es igual a un número entero de longitudes de onda {\displaystyle \delta =p\lambda }, siendo {\displaystyle p} un número entero.
Bandas oscuras -mínimas- con una diferencia de recorrido igual a un número impar de medias ondas: {\displaystyle \delta ={\frac {2p+1}{2}}\lambda .}

Iluminación — {\displaystyle E} en el punto {\displaystyle M} está relacionado con la diferencia de la longitud óptica del camino mediante la siguiente relación:
donde:
- {\displaystyle E_{0}} es la iluminación creada por la primera o segunda rendija;
- {\displaystyle \lambda } — longitud de onda de la luz emitida por las fuentes {\displaystyle S_{1}} y {\displaystyle S_{2}}.

Así, la iluminación varía periódicamente de cero a {\displaystyle 4E_{0}}, que indica Interferencia de la luz. El patrón de interferencia es simétrico respecto al máximo con {\displaystyle x=0(p=0;\phi =0)} que se denomina "principal" o "central".
Cuando se utiliza luz no monocromática, los máximos y mínimos de las diferentes longitudes de onda se desplazan entre sí y se observan bandas espectrales.

## Interferencia y teoría cuántica
Cada evento, como el paso de la luz desde la fuente {\displaystyle S} al punto {\displaystyle M} de la pantalla a través de un agujero {\displaystyle S_{1}} puede representarse como un vector {\displaystyle {\vec {V}}_{1}.}
Para conocer la probabilidad de que la luz llegue desde la fuente {\displaystyle S} hasta el punto {\displaystyle M}, hay que tener en cuenta "todos" los caminos posibles de la luz desde ambos puntos. En mecánica cuántica este principio es fundamental. Para obtener la probabilidad {\displaystyle P} de que la luz llegue de {\displaystyle S} a {\displaystyle M}, se utiliza el siguiente axioma de la mecánica cuántica:
donde:
- {\displaystyle \phi _{1}} — llegan al punto {\displaystyle M}, en una fase, entonces los vectores {\displaystyle {\vec {V}}_{1}} y {\displaystyle {\vec {V}}_{2}} son idénticos. La suma de estos dos vectores no es cero. Por lo tanto, la probabilidad de que el punto {\displaystyle M} se ilumine no es cero. En este caso esta probabilidad es máxima.

- Si las dos ondas, de {\displaystyle S_{1}} y {\displaystyle S_{2}} llegan al punto {\displaystyle M} en antifase, entonces los vectores {\displaystyle {\vec {V}}_{1}} и {\displaystyle {\vec {V}}_{2}} tienen diferentes direcciones. La suma de estos dos vectores es cero. En consecuencia, la probabilidad de que el punto {\displaystyle M} se ilumine es cero.

El cambio de fase es como una rotación de vectores. La suma de los dos vectores cambia de cero a máximo {\displaystyle 2V_{1}}.

## Demostración
El esquema de Young es difícil de demostrar.

### Con luz
No es fácil repetir el experimento de Young con dos rendijas fuera del laboratorio, porque no es fácil hacer una anchura adecuada de las rendijas. Sin embargo, es posible reproducir con éxito, por los medios más simples, la experiencia de la interferencia de dos pequeños agujeros, la esencia de los fenómenos físicos que ocurren en este caso no cambia.
El procedimiento es el siguiente: hay que hacer dos agujeros muy finos, lo más cerca posible el uno del otro, en la lámina con la aguja de coser más fina (preferiblemente con una aguja de abalorios). No hay que pasar la aguja, sólo hay que pinchar los agujeros con la propia punta. A continuación, en una habitación bien oscura, ilumine el punto de punción con una fuente de luz potente. Es conveniente utilizar un puntero láser, ya que su luz es monocromática. En una pantalla situada a 0,5-1 metros de distancia se puede ver un patrón de difracción y franjas de interferencia.
El experimento también se puede recrear con ondas mecánicas.